# 阿迪亞·喬希
阿迪亞·喬希（Aditya Joshi，1996年8月7日—），印度男子羽毛球運動員。

## 簡歷
2014年8月，阿迪亞·喬希出戰夏季青年奧林匹克運動會羽毛球男子單打比賽男子單打項目，在季軍賽中以0比2的成績（17-21、16-21）不敵印尼選手安东尼·金廷，奪得第四名。

## 主要比賽成績
| 年份   | 賽事                         | 公開賽級別 | 項目     | 成績   |
| ------ | ---------------------------- | ---------- | -------- | ------ |
| 2015年 | 毛里裘斯羽毛球國際賽         | 國際系列賽 | 男子單打 | 準決賽 |
| 2015年 | 巴林羽毛球國際系列賽         | 國際系列賽 | 男子單打 | 準決賽 |
| 2016年 | 巴林羽毛球國際挑戰賽         | 國際挑戰賽 | 男子單打 | 亞軍   |
| 2016年 | 孟加拉羽毛球國際挑戰賽       | 國際挑戰賽 | 男子單打 | 準決賽 |
| 2017年 | 希臘羽毛球公開賽             | 國際系列賽 | 男子單打 | 準決賽 |
| 2017年 | 埃塞俄比亞羽毛球國際賽       | 國際系列賽 | 男子單打 | 亞軍   |
| 2022年 | 恰蒂斯加爾邦羽毛球國際挑戰賽 | 國際挑戰賽 | 男子單打 | 準決賽 |

| 2007-2017年 | 首要超級賽 | 超級賽 | 黃金大獎賽 | 大獎賽 | 國際挑戰賽 | 國際系列賽 | 未來系列賽 | 其他 |

| 2018-2026年 | 總決賽 | 超級1000賽 | 超級750賽 | 超級500賽 | 超級300賽 | 超級100賽 | 國際挑戰賽 | 國際系列賽 | 未來系列賽 | 其他 |